# Amazonenpapageien
Die Amazonenpapageien (Amazona) sind mit 31 rezenten Arten die größte Gattung der Familie der Eigentlichen Papageien (Psittacidae) und der Ordnung der Papageien (Psittaciformes). Das Verbreitungsgebiet der Amazonenpapageien reicht vom Süden Mexikos und den Karibikinseln bis nach Uruguay und in den Norden von Argentinien. Ihr Verbreitungsschwerpunkt sind die tropischen Zonen Süd- und Mittelamerikas. Innerhalb dieses großen Verbreitungsgebietes bewohnen sie neben Regenwäldern so unterschiedliche Lebensräume wie Savannen- und Halbwüstengebiete, aride Trockenwälder und bewaldete Sumpfgebiete.
Nicht weniger als sechzehn Arten, die dieser Gattung zugerechnet werden, sind in ihrem Bestand gefährdet, stark gefährdet oder gar vom Aussterben bedroht. Es handelt sich dabei vor allem um die auf Karibikinseln vorkommenden endemischen Arten. Großflächige Lebensraumzerstörung und der Fang für den Handel haben die Bestände einiger Arten stark reduziert.

## Erscheinungsbild
Amazonenpapageien sind mittelgroße bis große Papageien. Die kleinste Art ist die Rotspiegelamazone, die ausgewachsen eine Körperlänge von 25 Zentimeter erreicht. Die Kaiseramazone gilt mit einer Körperlänge von 45 Zentimeter als die größte Art dieser Gattung. Zu den auffälligen Merkmalen gehört der kräftige gekrümmte Schnabel, der gelenkartig mit dem Schädel verbunden und der somit für alle Papageien charakteristisch ist. Bei Amazonenpapageien ist der Schnabel hornfarben, dunkelgrau bis schwarz und bei einer Art, der Taubenhalsamazone, sogar rot. An der Schnabelbasis findet sich eine leicht hervortretende Haut, die so genannte Wachshaut. Die mit Tastkörperchen versehene Zunge ist muskulös, die Füße werden als Greiforgan verwendet. Die zwei mittleren Zehen sind nach vorne gerichtet; die erste und die vierte dagegen nach hinten – auch das ist für alle Papageien charakteristisch. Bei Amazonen ist darüber hinaus die Schädelkapsel vollständig, was als Hinweis auf ihre nahe verwandtschaftliche Beziehung zur Gattung der Rotsteißpapageien hinweist. Ein weiteres gattungstypisches Merkmal ist der mit so genannten Feilkerben versehene Gaumen der Amazonen. Diese Feilkerben schärfen die Schneide des Unterschnabels und dienen zum Festhalten sowie zum Zerkleinern der Nahrung.

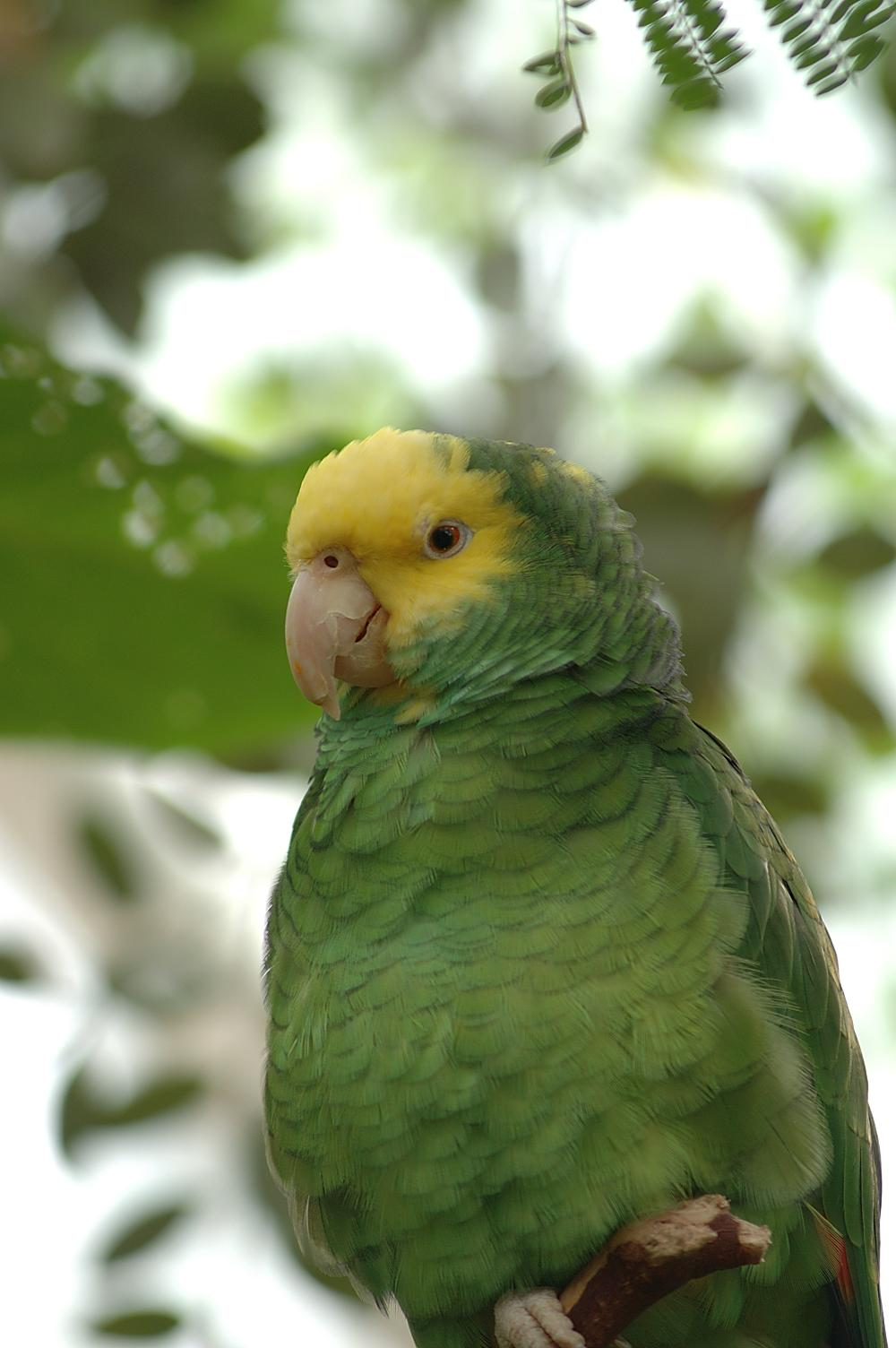
Gelbkopfamazone

Charakteristisch für das Erscheinungsbild der Amazonen sind der breit abgerundete Schwanz und die breiten, gleichfalls abgerundeten Flügel. Ihr Gefieder ist überwiegend grün gefärbt, mit roten, gelben oder blauen Farbmarkierungen am Kopf, an den Flügeln oder an den Schwanzfedern. Lediglich drei Farbmorphen der Königsamazone unterscheiden sich stärker von diesem typischen Erscheinungsbild der Amazonen. Bei diesen ist die Grundfärbung des Gefieders gold-, rot- oder olivbraun. Die Augen der Amazonaspapageien sitzen seitlich am Kopf und können unabhängig voneinander arbeiten. Alle Arten haben einen nicht befiederten Augenring. Er ist meist weiß, bei einigen Arten auch grau, blau oder gelb gefärbt. Nur zwei Arten weisen in der Gefiederfärbung einen Geschlechtsdimorphismus auf: Bei der Rotspiegelamazone ist die beim Männchen durchgängig rote Handdecke beim Weibchen dagegen teilweise grün. Bei der Gelbschulteramazone ist die gesamte Gefiederfärbung des Weibchens etwas matter und das Bauchgefieder etwas weniger blau als beim Männchen.
Der Flug der Amazonenpapageien ist durch weiche Flügelschläge gekennzeichnet, deren Wendepunkt unterhalb des Körpers liegt. Kurze Strecken legen sie auch im Gleitflug zurück, wobei die Flügel leicht nach unten gebogen sind. Der Flug wird häufig durch laute Rufe begleitet.

## Verbreitung und Lebensraum
Das Verbreitungsgebiet der Amazonenpapageien reicht vom Süden Mexikos und den Karibikinseln bis nach Uruguay und in den Norden von Argentinien. Ihr Verbreitungsgebiet hat damit eine Längsausdehnung von rund 7500 Kilometer und erstreckt sich schwerpunktmäßig auf die tropischen Regionen von Süd- und Mittelamerika. Es umfasst mit dem äquatorialen Südamerika eine der artenreichsten Regionen der Erde.

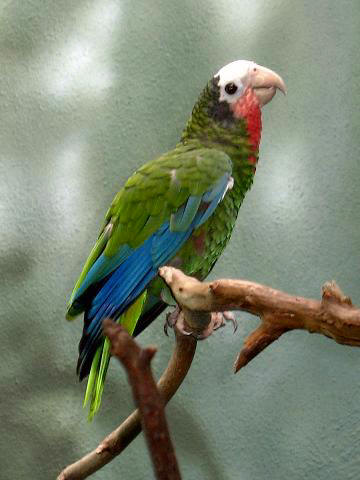
Kubaamazone

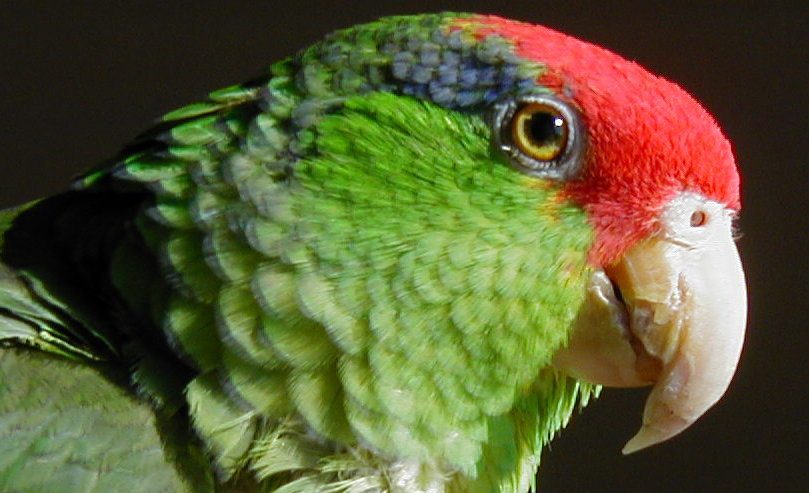
Kopf der Grünwangenamazone

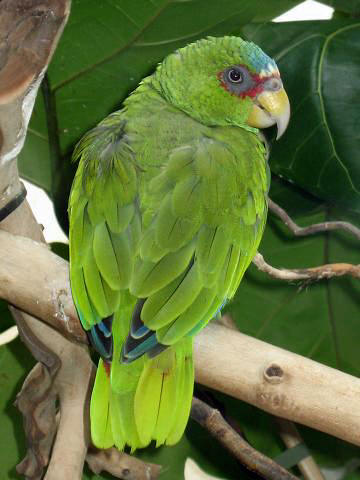
Weißstirnamazone

Innerhalb ihres großen Verbreitungsgebietes nutzen die einzelnen Amazonenpapageien sehr unterschiedliche Lebensräume. Diese reichen von Savannen- und Halbwüstengebiete über aride Trockenwälder bis zu bewaldeten Sumpfgebieten. Innerhalb der Gattung der Amazonenpapageien kommen sowohl Lebensraumspezialisten wie -generalisten vor. Die Gelbschulteramazone zählt eher zu den Lebensraumspezialisten und lebt im Küstentiefland Venezuelas in einer Region, die sich durch einen dichten Bewuchs von Kakteen, kleinen Bäumen und Büschen auszeichnet. Die Rotschwanzamazone kommt nur in küstennahen Wäldern und Feuchtgebieten sowie Mangroven im Südosten Brasiliens vor. Die Kaiseramazone, die nur auf Dominica vorkommt, hält sich ausschließlich in den dortigen Bergwäldern ab einer Höhe von 600 m auf. Andere Arten wie etwa die Mülleramazone oder die Goldmaskenamazone sind in ihrer Lebensweise so anpassungsfähig, dass sie sehr unterschiedliche Lebensräume nutzen können. So lebt die Goldmaskenamazone neben Regenwaldgebieten und Nebelwäldern in Venezuela auch in Savannengebieten, während sie in Guayana und Französisch-Guayana hauptsächlich in Galeriewäldern vorkommt. Die Verbreitungsgebiete der einzelnen Amazonenpapageien überlappen sich häufig, so dass sich regelmäßig mehrere Amazonenarten den gleichen Lebensraum teilen. Dies unterscheidet sie unter anderem von den afrikanischen Langflügelpapageien, mit denen sie zwar keinen näheren Verwandtschaftsgrad aufweisen, mit denen sie aber eine Reihe ähnlicher Verhaltensmerkmale aufweisen und ähnliche ökologische Nischen besetzen. Zu den Amazonaspapageien, die gelegentlich sogar in gemeinsamen Schwärmen zu beobachten sind, zählen Weißstirn- und Goldzügelamazonen; Blaustirn- und Venezuelaamazonen sowie Rotspiegel- und Jamaikaamazonen.
Aufgrund ihrer Brut- und Fressgewohnheiten sind Amazonen auf ausreichend dichte Baumbestände angewiesen. Einzelne Arten wie etwa die Gelbwangenamazone halten sich auch in intensiver genutzten landwirtschaftlichen Regionen auf, sofern diese einen ausreichenden Baumbestand aufweisen. Sie können sich dabei durchaus auch zu landwirtschaftlichen Schädlingen entwickeln. Die Blaustirnamazone richtet beispielsweise im Osten Argentiniens große Schäden auf Orangenplantagen an. Mitunter fallen bis zu 5.000 Amazonenpapageien gleichzeitig in solchen Plantagen ein. Die im Westen Mexikos lebenden Blaukappenamazonen, die außerhalb der Brutzeit in Schwärmen von zwei- bis dreihundert Individuen leben, werden gelegentlich vom Menschen bejagt, weil sie Getreidefeldern und Bananenplantagen heimsuchen. Gelbwangenamazonen richten sogar auf Kaffeeplantagen Schäden an.
Neun Arten der Amazonen sind in ihrer Verbreitung auf einzelne Karibikinseln beschränkt. Die Kaiseramazone und die Blaukopfamazone kommen lediglich auf Dominica, die Königsamazone nur auf St. Vincent und die Jamaikaamazone auf Jamaika vor. Die kleinste Amazonenart, die Rotspiegelamazone, kommt auf Jamaika nur in feuchten Bergwäldern in Höhenlagen zwischen 500 und 800 m vor; die sehr seltene Puerto-Rico-Amazone ist nur auf Puerto Rico und einen wenigen Nebeninseln zu finden. Die Hispaniolaamazone lebte ursprünglich nur auf Hispaniola und einigen angrenzenden Inseln. Mittlerweile ist sie jedoch auch auf Puerto Rico eingeführt. Das Verbreitungsgebiet der Saint-Lucia-Amazone beschränkt sich auf die Karibikinsel St. Lucia. Sie ist dort nur noch in einem einzigen Waldrefugium anzutreffen, dessen Ausdehnung weniger als 40 Quadratkilometer beträgt.

### Bestand
Amazonenpapageien zählen innerhalb der Papageien zu den Gattungen, bei denen die meisten Arten vom Aussterben bedroht sind. Vom Aussterben bedroht sind vor allem die Arten, die in ihrem Verbreitungsgebiet auf einzelne Inseln begrenzt sind. Werden Teile ihres Verbreitungsgebietes zerstört, fehlt ihnen das Rückzugsgebiet, in denen sich Bestände regenerieren oder halten können. Aber auch die auf südamerikanischen Kontinent verbreiteten Amazonenarten verzeichnen massive Populationsrückgänge. Ursache des Rückgangs sind auch hier überwiegend die massiven Lebensraumzerstörungen. Amazonenpapageien benötigen große Gebiete unzerstörten Waldlandes. In zunehmend fragmentierten Wäldern fehlt es ihnen an ausreichenden Nahrungsquellen und vor allem Brutgelegenheiten.

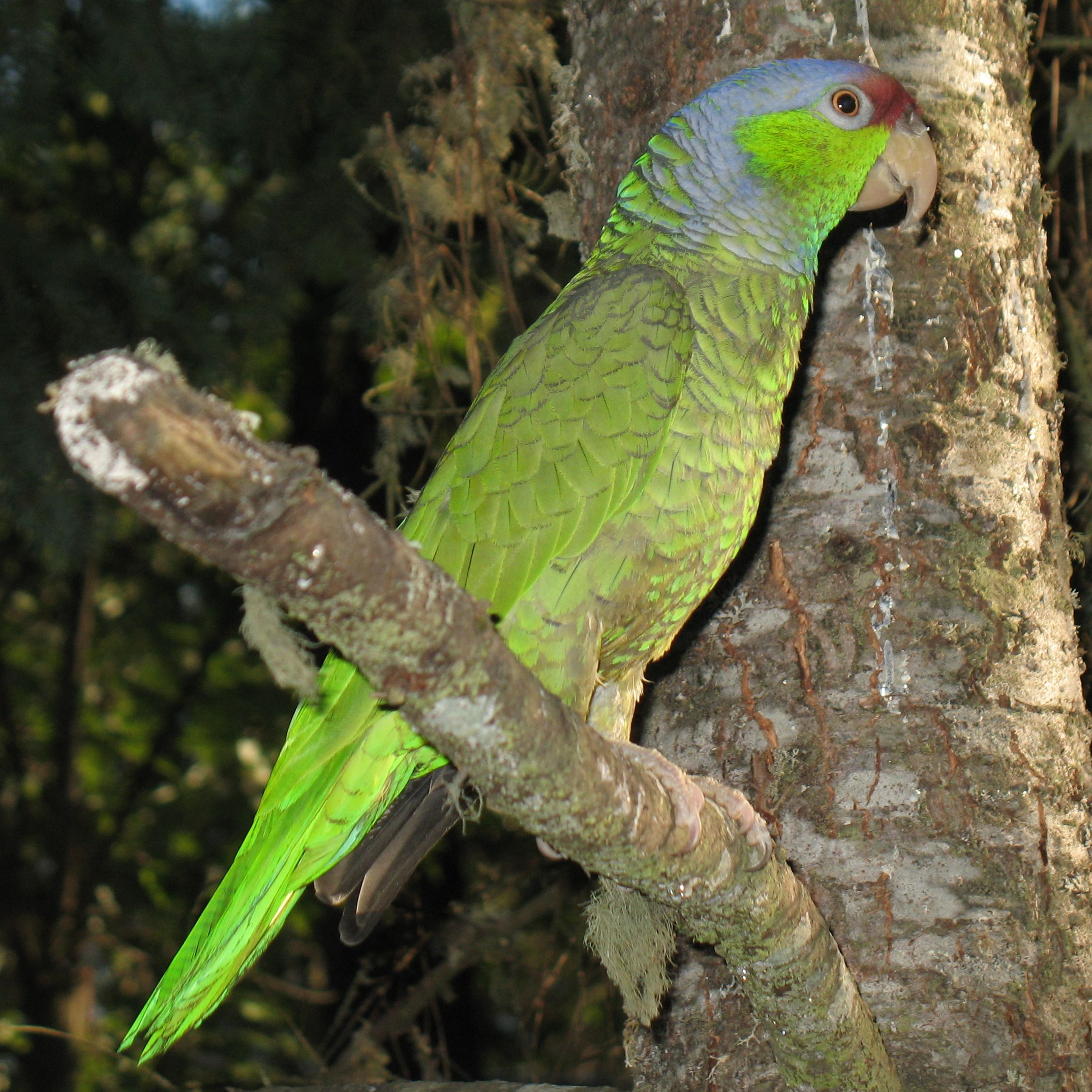
Blaukappenamazone

Hinzu kommt ein Fang für den kommerziellen Verkauf. Zwischen 1984 und 1987 wurden beispielsweise in die Bundesrepublik Deutschland 25.000 Blaustirnamazonen importiert. Selbst eine Unterschutzstellung der Papageien ist dabei nicht immer hilfreich. Die seltene Saint-Lucia-Amazone, die nur auf St. Lucia vorkommt, wurde zum Beispiel von der einheimischen Bevölkerung noch in den 1980er Jahren regelmäßig gefangen und ins Ausland geschmuggelt, wo sich für die seltenen Vögel immense Preise erzielen ließen.
Die Amazonenpapageien werden daneben auch intensiv bejagt. Einzelne Amazonenpapageien dienen den indigenen Völkern ihres natürlichen Verbreitungsgebietes als Nahrungsquelle. Die Federn der Vögel werden außerdem für Kopfschmuck und Ähnliches verwendet. Jagddruck entsteht vor allem dort, wo Amazonenpapageien als landwirtschaftliche Schädlinge Felder und Plantagen plündern.
Die Bestände der endemischen Amazonenarten sind mittlerweile so stark zurückgegangen, dass Naturkatastrophen verheerende Auswirkungen auf den Fortbestand der Art haben können. In der Regel tritt in ihrem Verbreitungsgebiet alle 15 Jahre ein Hurrikan in einer Stärke auf, der ihren Lebensraum drastisch beschädigt. Am 18. September 1989 fegte beispielsweise der Hurrikan Hugo über die Nordostküste von Puerto Rico und richtete starke Verwüstungen an. Für die sehr seltene Puerto-Rico-Amazone schätzte man die Bestandszahlen nach dem Sturm auf nur noch 23 freilebende Individuen. Zu Beginn des 3. Jahrtausends hatte die Population noch nicht die Bestandszahl vor dem Sturm erreicht. 2006 schätzte man die Populationszahl auf 44 Individuen. Ähnlich drastische Auswirkungen hatte der Hurrikan David 1979 auf die Bestände der Kaiseramazone, die nur auf Dominica vorkommt.

### Neozoon
Einige Amazonen-Paare leben zwischen ca. 1000 Halsbandsittichen und mehreren hundert Alexandersittichen in den Parks von Wiesbaden.
Im Stuttgarter Stadtbezirk Bad Cannstatt hat sich seit etwa 1989 eine um die 50 Gelbkopfamazonen starke Population als Neozoon entwickelt, welche die einzig frei lebende Population außerhalb Amerikas darstellt,
 ähnlich der Halsbandsittich-Population in Mannheim.

## Verhaltensweise
Intensive Untersuchungen über die Verhaltensweise von Blaustirnamazonen liegen nicht für alle Arten vor. Detailliertere Erkenntnisse über das Sozialverhalten und die Balz wurden zudem vor allem an in großen Volieren gehaltenen Amazonaspapageien gewonnen. Der Ornithologe Werner Lantermann hat beispielsweise über mehrere Jahre intensive Beobachtungen an Blaustirnamazonen vorgenommen und dabei insgesamt die Verhaltensweisen von 22 ausgewachsenen Amazonen dieser Art auswerten können. Ausführlichere Freilandbeobachtungen liegen vor allem über die Puerto-Rico-Amazone vor, für deren Erhalt auf Puerto Rico intensive Anstrengungen unternommen werden. Über eine Reihe anderer Arten weiß man dagegen nur verhältnismäßig wenig: So ist über die Freilandbrut der Rotschwanzamazone nur bekannt, dass sie in den Baumhöhlen von Palmen brütet; bei der Kawall-Amazone ist der genaue Verlauf des Verbreitungsgebietes unbekannt. Aus den bisherigen Untersuchungen über Amazonenpapageien weiß man jedoch, dass diese Papageien generell ein sehr ähnliches Verhalten haben. Aus der Tatsache, dass ausgewachsene Vögel der meisten Amazonenarten ganzjährig paarweise zu beobachten sind, hat man geschlossen, dass sie langfristige Paarbindungen eingehen.

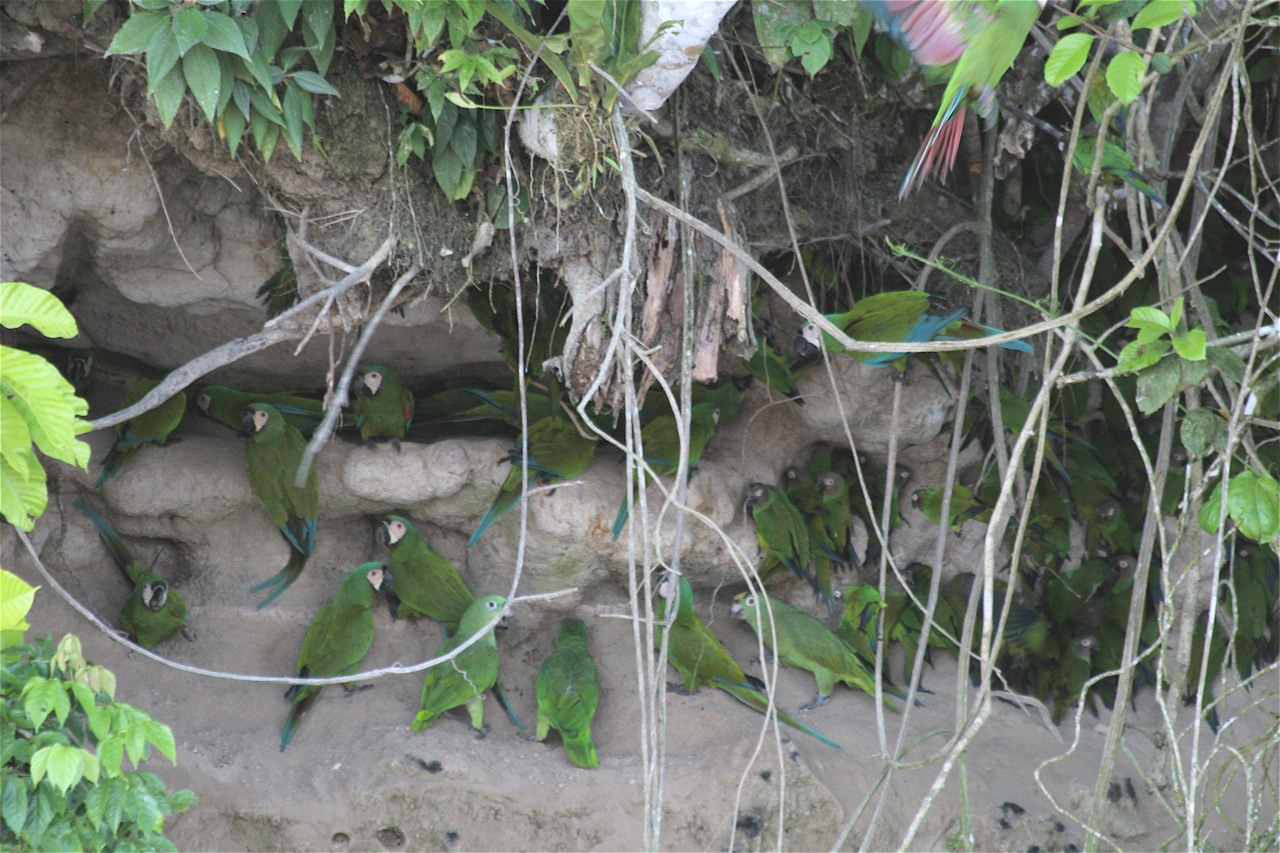
Gelbscheitelamazonen gemeinsam mit Rotbugaras und Braunkopfsittichen an einer Leckstelle in Ecuador

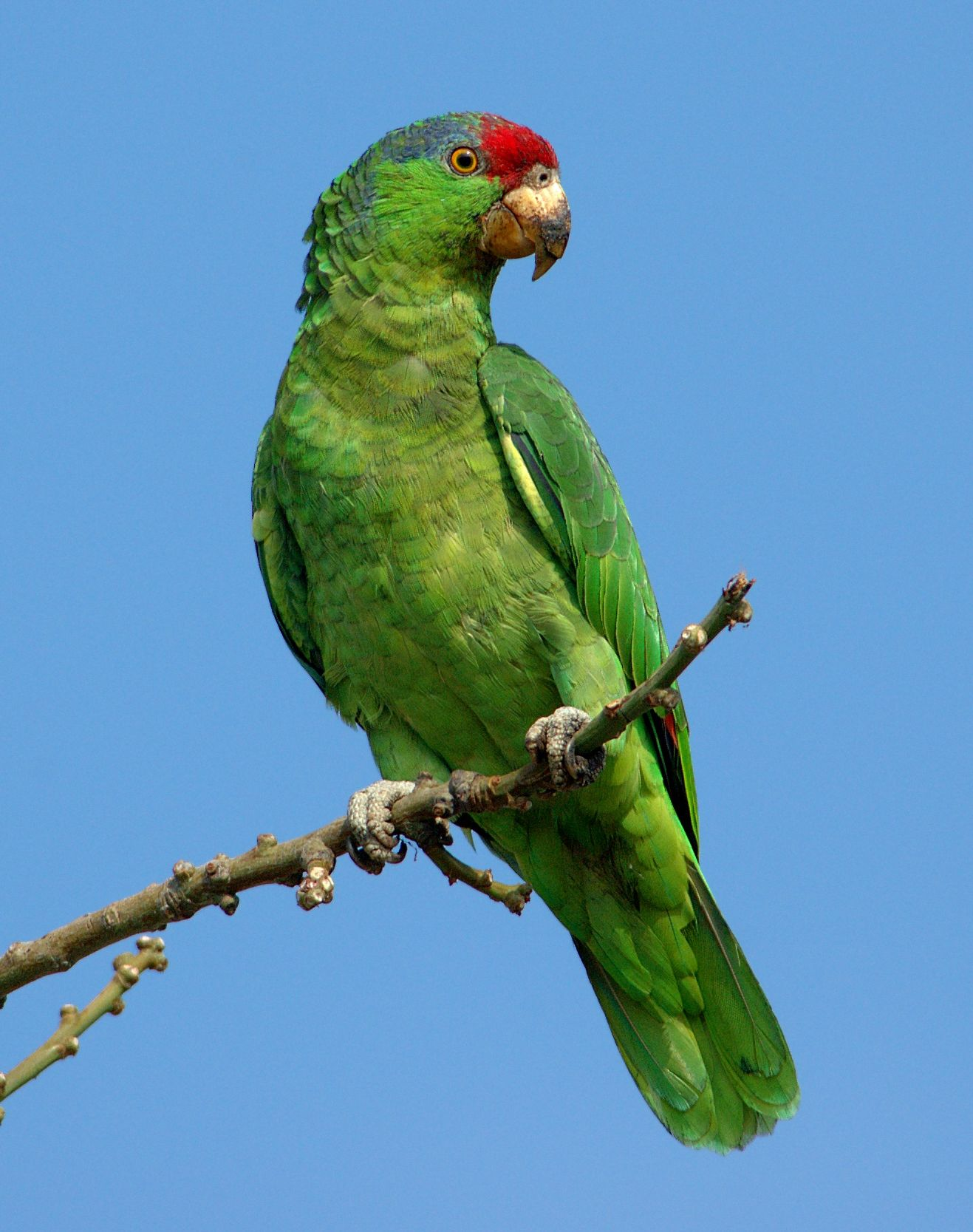
Grünwangenamazone

Amazonenpapageien sind sehr soziale lebende Tiere. Ausgewachsene Vögel sind grundsätzlich paarweise zu beobachten, so dass man davon ausgeht, dass sie langfristige Paarbindungen eingehen. Sie schließen sich darüber hinaus in etwas loser strukturierte Kleingruppen oder Schwärme zusammen. Vor allem für die auf dem südamerikanischen Kontinent und den Großen Antillen verbreiteten Amazonenarten kommen mitunter in sehr große Schwärme vor. Von der Prachtamazone wird berichtet, dass bis zu 30.000 Amazonen an den traditionellen Versammlungsplätzen einfanden, bevor die Vögel in einzelnen Gruppen ihre Schlafbäume aufsuchten. Seitdem sind die Bestandszahlen allerdings aufgrund von Habitatvernichtungen zu stark zurückgegangen, um noch so große Schwärme zu bilden. Bei den Schwärmen handelt es sich um lose Verbände, die aus einzelnen Familiengruppen bestehen. Paare werden meist von einem, selten von bis zu drei Jungvögeln begleitet. Aus der Volierenhaltung weiß man, dass Elternvögel ihren Nachwuchs mehrere Monate in ihrer unmittelbaren Nähe dulden und erst mit dem Einsetzen der nächsten Fortpflanzungsperiode mit einem zunehmend aggressiveren Verhalten diese aus ihrer unmittelbaren Umgebung vertreiben. Typisch für in Schwärmen lebende Amazonenpapageien ist, dass sie in großen Gruppen zu den Nahrungsplätzen fliegen und ihre Nisthöhlen häufig sehr nahe beieinander liegen. Ursache für den Zusammenschluss zu solchen Schwärmen könnte das verminderte Risiko sein, in solchen Verbänden von einem Greifvogel gegriffen zu werden. Für diese These werden zwei Belege angeführt: Die auf den Kleinen Antillen beheimateten Amazonenarten Blaukopf-, Blaumasken-, Königs- und Kaiseramazone zeigen ein deutlich vermindertes Gruppenverhalten. Gleiches gilt für eine auf der Insel Cayman Brac lebende Unterart der Kubaamazone, während das Gruppenverhalten der auf dem Festland vorkommenden Unterarten dieser Amazonenart deutlich ausgeprägter ist. Sowohl auf den Kleinen Antillen als auch auf Cayman Brac kommen keine größeren Greifvögel vor.
Nomadisierende Schwärme sind vor allem bei den Amazonenpapageien zu beobachten, die offenes Buschland oder Savannengebiete besiedeln. Anders als die im tropischen Regenwald lebenden Amazonenpapageien müssen sie größere Wanderungen unternehmen, weil ein ausreichendes Nahrungsangebot für sie nur nach längeren Niederschlägen zu finden ist.
Der Aktivitätshöhepunkt der Amazonenpapageien liegt am frühen Morgen vom Beginn der Dämmerung bis etwa 10 Uhr und am späten Nachmittag von etwa 16 Uhr bis zum Einbruch der Dämmerung. In diesen Zeiten unternehmen sie ihre ausgedehnten Flüge, um Nahrungsplätze aufzusuchen beziehungsweise am Abend zu ihren Schlafplätzen zurückzukehren. Auch die Ruffreudigkeit ist in diesen Zeiten jeweils am stärksten ausgeprägt.

## Nahrung

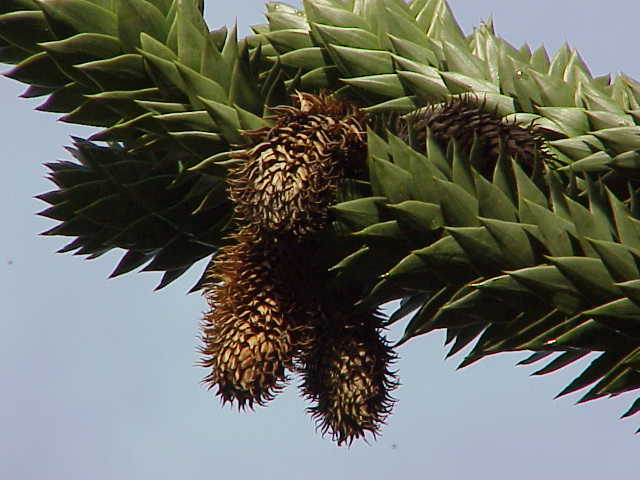
Chilenische Araukarie- die Samen dieses Baumes spielen in der Ernährung zweier Amazonenarten eine große Rolle

Amazonenpapageien sind grundsätzlich Nahrungsgeneralisten, die eine große Bandbreite von Samen, Früchten, Nüssen sowie Beeren, Knospen und Blüten zu sich nehmen. Dank des kräftigen Schnabels sind Amazonenpapageien in der Lage, auch hartschalige Früchte aufzubrechen. Zu den typischen Nahrungsgeneralisten zählt die Puerto-Rico-Amazone, für die mehr als 50 verschiedene Futterpflanzen nachgewiesen sind.
Einige wenige Amazonenarten zeigen eine Präferenz für bestimmte Futterpflanzen. Dazu zählt die Prachtamazone, die in ihrer Ernährung in einem hohen Maße auf die Samen der Araucarien angewiesen ist sowie die Tucumanamazone, deren Nahrung schwerpunktmäßig aus den Samen von Erlen und Araukarien besteht.

## Fortpflanzung

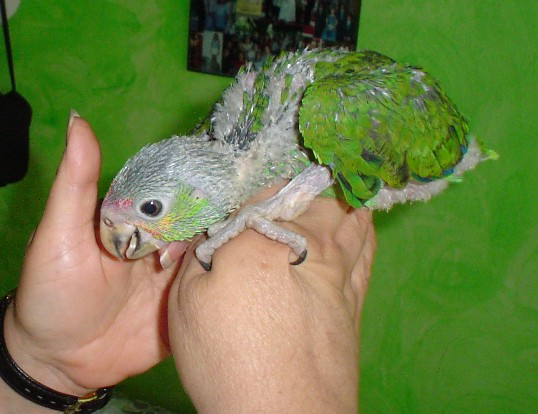
Jungvogel der Rotstirnamazone

Am südlichen Ende des Verbreitungsgebietes der Amazonenpapageien, in Paraguay und Argentinien, beginnt die Brutzeit bereits im Oktober und November. In nördlicher Richtung verschiebt sich der Beginn der Brutzeit immer weiter nach vorne, so dass Amazonaspapageien im nördlichen Südamerika erst im Februar und im Norden Mittelamerikas erst im Mai brüten.

## Feinde
Zu den Fressfeinden der Amazonenpapageien zählen u. a. Schlangen, Eidechsen und Raubsäuger, die Eier und Jungvögel gefährden.
Als Konkurrenten um Nistplätze treten unter anderem Spottdrosselarten auf. Sowohl bei der vom Aussterben bedrohten Blaukopfamazone als auch bei der Puerto-Rico-Amazone ist die Perlaugenspottdrossel ein wehrhafter und energischer Nistplatzkonkurrent, die einen deutlichen Einfluss auf den Fortpflanzungserfolg dieser beiden Arten hat. Zu den Erhaltungsmaßnahmen zugunsten der Puerto-Rico-Amazone hat man erfolgreich versucht, auf die Anforderungen von Perlaugenspottdrosseln zugeschnittene künstliche Bruthöhlen neben den Nisthilfen für die Puerto-Rico-Amazone anzubieten. Die territorialen Spottdrosseln nehmen die auf sie zugeschnittenen Bruthilfen an und halten gleichzeitig weitere Perlaugenspottdrosseln von den Nestern der Puerto-Rico-Amazone fern.
Nistplatzkonkurrenten um die für Amazonen geeigneten Bruthöhlen stellen allerdings auch Bienen dar, die in Südamerika eingeführt wurden.

## Mensch und Amazonen

### Ziervogel Amazone
Amazonen gehören zu den Papageienarten, die verhältnismäßig häufig in menschlicher Obhut gehalten werden. Die indigenen Völker des Verbreitungsgebietes halten traditionell Papageien als Haustier, wobei es sich in der Regel um herangezogene Jungtiere handelt, die den Nestern entnommen werden.

Fressende Doppelgelbkopfamazone

Aus der Familie der Eigentlichen Papageien ist es in Nordamerika und Europa nach dem Graupapagei vor allem die Blaustirnamazone, die besonders häufig gehalten wird. Weitere häufig in Gefangenschaft gehaltene Arten sind die Weißstirnamazone, die Grünwangenamazone, die Blaukappenamazone, die Rotstirnamazone, die Gelbscheitelamazone, die Venezuelaamazone und die Mülleramazone.

### Amazonen als Stubenvögel
Wie alle Papageien sind auch die Amazonen in ihrer Haltung anspruchsvolle Vögel. Amazonen, die bereits als Jungvögel in menschliche Obhut gelangen, erlangen bei entsprechendem Zeitaufwand einen gewissen Zahmheitsgrad und schließen sich vor allem bei Einzelhaltung in irgendeiner Form den Menschen an. Anders als andere Großpapageien entwickeln Amazonenpapageien meist kein Federrupfen oder Federbeißen bei dieser wenig artgemäßen Haltung. Mit Eintritt der Geschlechtsreife – in der Regel zwischen dem dritten und fünften Lebensjahr – kommt es jedoch zumeist zu deutlichen Verhaltensänderungen. Dazu gehört eine deutlich stärkere Aggression auch gegenüber dem langjährigen Pfleger und ein vermehrtes, sehr durchdringendes Schreien oder Rufen. Der Käfig wird dann häufig auch gegenüber vertrauten Personen verteidigt und mit ihrem kräftigen Schnäbeln sind die Vögel in der Lage, schmerzhaft zuzubeißen. Die Amazonenexperten John und Pat Stoodley raten aus diesem Grund generell davon ab, Kleinkinder mit einem in einem Raum freifliegenden Amazonenpapagei unbeaufsichtigt zu lassen. Aus ihrer Sicht gehört zu einer Haltung als Stubenvogel auch eine Erziehung, die sich entfernt an die Ausbildung eines größeren Haushundes anlehnt. Um ein Zusammenleben in einer Wohnung sowie Tierarztbesuche problemloser zu gestalten, ist es aus ihrer Sicht notwendig, dass der Vogel sich auf Kommando auf einem Tragestock oder einem Arm der pflegenden Person herumtragen lässt, auf Kommando in seinen Käfig zurückkehrt oder sich auf einem Sitzplatz absetzen lässt und dort verbleibt. Eine solche Ausbildung ist zeitaufwendig und erfordert ein regelmäßiges, möglichst tägliches Training.
Bei Freiflügen in der Wohnung wird in dunklen Ecken und hinter Regalen nach Nistplätzen gesucht. Es kann auch zu sexuell motivierten Ersatzhandlungen wie beispielsweise Kopulationsversuchen am Arm oder am Fuß des Pflegers kommen. Gelegentlich wird gegenüber Menschen oder einem sonstigen Partnerersatz auch Futter hervorgewürgt. Dies zählt in der freien Wildbahn zum normalen Balzverhalten.

### Haltungsvoraussetzungen
Als artgerecht gilt in Österreich nur noch eine paar- oder gruppenweise Haltung von Amazonenpapageien in geräumigen Volieren, in denen die Vögel fliegen können.
Wenn man den Vögeln Nistgelegenheiten bietet, kann diese Form der artgerechten Haltung auch zur Bestandserhaltung in Gefangenschaft beitragen.

### Paarbildung und Geschlechtsbestimmung
Schwierigkeiten kann die Paarbildung bereiten. In der freien Wildbahn finden sich Paare innerhalb größerer Schwärme. Allerdings liegt bei Amazonenpapageien kein Geschlechtsdimorphismus vor, so dass es nach dem äußeren Erscheinungsbild nicht möglich ist, eine Geschlechtsbestimmung vorzunehmen. Da die meisten Amazonen auch kein geschlechtsspezifisches Verhaltensspektrum aufweisen, lässt sich auch über Beobachtungen nicht eindeutig festlegen, ob es sich bei dem beobachteten Tier um ein Weibchen oder Männchen handelt. Bei zwei paarweise gehaltenen weiblichen Blaustirnamazonen wird das dominantere Tier beispielsweise jenes Imponierverhalten zeigen, das in freier Wildbahn in der Regel nur vom Männchen gezeigt wird. Eine Geschlechtsbestimmung mittels Blut- oder Federtest (Analyse des Chromosomensatzes, Karyotyp) ist auf jeden Fall sinnvoll. Bevor diese beiden nichtinvasiven Methoden Verbreitung fanden, wurden die Vögel zur Geschlechtsbestimmung endoskopiert: Durch minimal invasive chirurgische Eröffnung der Bauchhöhle wurde ein flexibles Endoskop eingebracht, und die Keimdrüsen aufgesucht und fotografiert. Hierbei wurden visuell Hoden von Eierstöcken unterschieden. Da diese früher übliche Technik einen invasiven Eingriff darstellt, wird sie heute nur mehr verwendet, wenn ein Vogel aus anderen Gründen (etwa Erkrankungen der Luftwege) sowieso endoskopiert werden soll.

### Schutzmaßnahmen und Erhaltungszuchten
Die frühesten Bemühungen um den Erhalt der Amazonenpapageien betrafen die Puerto-Rico-Amazone. Seit dem Aussterben des Karolinasittichs ist diese Art die einzige, die auf dem Territorium der USA noch vorkommt.
Erhaltungszuchtprogramme gibt beziehungsweise gab es auch für eine Reihe anderer Amazonenarten. Der Zoo Karlsruhe initiierte 1991 ein Erhaltungszuchtprojekt für die Tucumán-Amazone, an dem auch private Halter beteiligt waren. Bereits im ersten Jahr wurden elf Jungvögel erfolgreich aufgezogen. Auf dem Höhepunkt des Projektes beteiligten sich siebzig Halter mit rund 250 Tucumán-Amazonen. Das Projekt wurde wieder eingestellt, als sich die Freilandpopulationen als weniger bedroht als ursprünglich angenommen erwiesen und sich die Datenerfassung bei den privaten Haltern als schwierig herausstellte.

## Systematik
Strittig ist, inwieweit die Gelbbauchamazone zu den Amazonenpapageien gehört. Chromosomenuntersuchungen legen nahe, dass sie sich stark von den anderen Amazonenarten unterscheidet und viele Gemeinsamkeiten mit den Rotsteißpapageien aufweist. Auch ihr Verhalten weist auf eine andere Gattungszugehörigkeit hin. Ihre Flügelschläge sind schneller und die körperliche Entwicklung der Jungtiere verläuft rascher als bei anderen Amazonenarten. Die evolutionäre Entwicklung der Amazonengattung und anderer Neuweltpapageien wird daher auf Basis von Chromosomenuntersuchungen so beschrieben:
|      | Amazonenpapageien                                                      |
|      |                                                                        |
| N.N. | \| \| Gelbbauchamazone \| \| \| \| \| \| Rotsteißpapageien \| \| \| \| |
|      | \| \| Gelbbauchamazone \| \| \| \| \| \| Rotsteißpapageien \| \| \| \| |
|      | Gelbbauchamazone                                                       |
|      |                                                                        |
|      | Rotsteißpapageien                                                      |
|      |                                                                        |

|  | Gelbbauchamazone  |
|  |                   |
|  | Rotsteißpapageien |
|  |                   |

|      | Amazonenpapageien                                                      |
|      |                                                                        |
| N.N. | \| \| Gelbbauchamazone \| \| \| \| \| \| Rotsteißpapageien \| \| \| \| |
|      | \| \| Gelbbauchamazone \| \| \| \| \| \| Rotsteißpapageien \| \| \| \| |
|      | Gelbbauchamazone                                                       |
|      |                                                                        |
|      | Rotsteißpapageien                                                      |
|      |                                                                        |

|  | Gelbbauchamazone  |
|  |                   |
|  | Rotsteißpapageien |
|  |                   |

### Arten
Zusätzlich zu den 31 rezenten Arten sind mit der Martinique- und der Guadeloupeamazone zwei weitere Arten beschrieben worden, die beide seit Beginn des 18. Jahrhunderts als ausgestorben gelten. Ihr Verbreitungsgebiet sollen die Insel Martinique beziehungsweise Guadeloupe gewesen sein, die beide zu den Kleinen Antillen gehören. Über die Lebensweise oder ein detailliertes Aussehen dieser beiden Arten weiß man nichts; es fehlt auch an Museumsbälgen. Es ist daher nicht auszuschließen, dass es sich bei diesen Arten jeweils um Amazonenarten handelte, die heute noch auf Inseln der Kleinen Antillen vorkommen.
Im Folgenden sind die 31 rezenten, die zwei als ausgestorben geltende Arten, sowie einige Unterarten mit etablierten deutschen Namen angegeben. Gängig ist nach wie vor eine Einteilung in Artengruppen, die sich nach Gemeinsamkeiten im Erscheinungsbild richtet. Die Erkenntnisse der Chromosomenanalysen, die seit den 1980er Jahren stattfindet, legen bereits teilweise andere Aufteilungen vor. Da bislang nur 19 Amazonenarten und 41 Unterarten untersucht wurden, kann diese Untersuchung aber noch nicht als abgeschlossen betrachtet werden:
- Artengruppe 1:
  - Weißstirnamazone (A. albifrons)
    - Sonora-Weißstirnamazone (A. albifrons saltuensis)
    - Kleine Weißstirnamazone (A. albifrons nana)

  - Goldzügelamazone (A. xantholora)
  - Kubaamazone (A. leucocephala leucocephala)
    - Westliche Kubaamazone (A. leucocephala palmarum)
    - Cayman-Amazone (A. leucocephala caymanensis)
    - Cayman-Brac-Amazone (A. leucocephala hesterna)
    - Bahama-Amazone (A. leucocephala bahamensis)

  - Hispaniolaamazone (A. ventralis)
  - Jamaikaamazone (A. collaria)
  - Rotspiegelamazone (A. agilis)
- Artengruppe 2:
  - Puerto-Rico-Amazone (A. vittata)
    - Culebra-Amazone (A. vittata gracilipes), seit 1912 ausgestorben
- Artengruppe 3:
  - Tucumán-Amazone (A. tucumana)
  - Prachtamazone (A. pretrei)
  - Taubenhalsamazone (A. vinacea)
- Artengruppe 4:
  - Blaukappenamazone (A. finschi)
  - Grünwangenamazone (A. viridigenalis)
  - Rotstirnamazone (A. autumnalis)
    - Salvinamazone (A. autumnalis salvini)
- Artengruppe 5:
  - Diademamazone (A. diadema)
  - Ecuadoramazone (A. lilacina)
- Artengruppe 6:
  - Blaukopfamazone (A. arausiaca)
  - Saint-Lucia-Amazone (A. versicolor)
- Artengruppe 7:
  - Goldmaskenamazone (A. dufresniana)
  - Rotscheitelamazone (A. rhodocorytha)
- Artengruppe 8:
  - Blaubrauenamazone (A. festiva)
    - (A. festiva bodini)
- Artengruppe 9:
  - Soldatenamazone (A. mercenaria)
    - Kolumbien-Soldatenamazone (A. mercenaria canipalliata)

  - Mülleramazone (A. farinosa)
    - (A. farinosa farinosa)
    - (A. farinosa guatemalae)
    - (A. guatemalae virenticeps)

  - Kawall-Amazone (A. kawalli)
- Artengruppe 10:
  - Kaiseramazone (A. imperialis)
- Artengruppe 11:
  - Gelbscheitelamazone (A. ochrocephala)
    - Gelbstirnamazone (A. ochrocephala panamensis)
    - Marajó-Amazone (A. ochrocephala xantholaema)
    - Natterer-Amazone (A. ochrocephala nattereri)

  - Gelbkopfamazone (A. oratrix)
    - Große Gelbkopfamazone (A. oratrix magna)
    - Gelbkopfamazone (A. oratix belizensis)
    - Tres-Marías-Amazone (A. oratix tresmariae)

  - Gelbnackenamazone (A. auropalliata)
    - Rotbug-Gelbnackenamazone (A. auropalliata parvipes)
    - Roatán-Gelbnackenamazone (A. auropalliata caribae)
    - Honduras-Gelbnackenamazone (A. auropalliata hondurensis)

  - Blaustirnamazone (A. aestiva aestiva)
    - Gelbflügelblaustirnamazone (A. aestiva xanthopteryx)

  - Venezuelaamazone (A. amazonica)
  - Gelbschulteramazone (A. barbadensis)
- Artengruppe 12:
  - Königsamazone (A. guildingii)
- Artengruppe 13:
  - Rotschwanzamazone (A. brasiliensis)
- Artengruppe 14:
  - Guadeloupeamazone (A. violacea), seit Beginn des 18. Jahrhunderts ausgestorben
  - Martiniqueamazone (A. martinica), gilt seit Beginn des 18. Jahrhunderts als ausgestorben
- Artengruppe 15:
  - Gelbbauchamazone (Alipiopsitta xanthops): mittlerweile auch Ribeiropapagei und zwischen Amazonen- und Rotsteißpapageien stehend